# Macrolabis pavida
Macrolabis pavida är en tvåvingeart som först beskrevs av Johannes Winnertz 1853.  Macrolabis pavida ingår i släktet Macrolabis och familjen gallmyggor. Inga underarter finns listade i Catalogue of Life.